# Maribyrnong (del av en befolkad plats)
Maribyrnong är en del av en befolkad plats i Australien. Den ligger i kommunen Maribyrnong och delstaten Victoria, nära delstatshuvudstaden Melbourne. Antalet invånare är 10 165.
Trakten är tätbefolkad. Närmaste större samhälle är Melbourne, nära Maribyrnong. 
Runt Maribyrnong är det i huvudsak tätbebyggt. Genomsnittlig årsnederbörd är 971 millimeter. Den regnigaste månaden är juni, med i genomsnitt 115 mm nederbörd, och den torraste är januari, med 34 mm nederbörd.